# Institute for Humane Studies
El Institute for Humane Studies (IHS) es una organización no lucrativa basada en las ideas libertarias que ayuda a estudiantes de licenciatura y de posgrado. Actúa como un cazador de talentos, identificar, desarrollar y apoyar a los estudiantes más brillantes con las ideas liberales que están en busca de carreras como académicos o intelectuales. Cada año, los premios del IHS alcanzan más de $ 600.000 en becas a estudiantes de universidades de todo el mundo. Con base durante muchos años en Menlo Park, California, IHS se mudó a Fairfax, Virginia en 1985 y asociada con la Universidad George Mason (GMU). En la actualidad está en el campus de la GMU de Arlington. 
El Institute for Humane Studies fue fundado en 1961 por Floyd "Baldy" Harper como sucesor de sus proyectos para el William Volker Fund, para el que había trabajado anteriormente. Durante décadas, el IHS ha organizado seminarios para estudiantes universitarios de todo el mundo. Se incluyen seminarios generales sobre el pensamiento liberal clásico, así como seminarios centrados en temas como la guerra y la paz, la globalización, la tolerancia, el ecologismo, y otros temas. Seminarios especializados también se ofrecen para estudiantes de periodismo, el cine y la literatura y para los estudiantes que están la planificación sus carreras en el mundo académico.